# Valerija Strnad
Valerija Strnad, slovenska zdravnica, * 13. avgust 1880, Ljubljana, † 2. junij 1961, Železniki.
Valerija Strnad se je rodila v Ljubljani direktorju Tobačne tovarne Ljubljana. Bila je prva slovenska zdravnica z dokončano medicinsko fakulteto. Študirala je v Pragi, kjer je leta 1916 zaključila študij. Svojo prvo službo je nastopila v Čeških Budjevicah. Svojo poklicno pot je nadaljevala v srbskem Zaječarju, Hrastniku in nazadnje v Železnikih, kjer je pustila izjemen pečat. Moški v Železnikih so bili sprva vznemirjeni nad zdravnico, a jih je kasneje prepričala s svojo strokovnostjo. Pokrivala je veliko področje, ko cestna infrastruktura še ni bila dobro razvita.
V Železnikih je ostala do konca svojega življenja in tu je tudi pokopana. V muzeju Železniki je predstavljena njena življenjska pot in tudi medicinski pripomočki, ki jih je uporabljala.